# Socorro (Surigao del Norte)
Socorro is een gemeente in de Filipijnse provincie Surigao del Norte op het eiland Bucas Grande. Bij de laatste census in 2007 had de gemeente bijna 19 duizend inwoners.

## Geografie

### Bestuurlijke indeling
Socorro is onderverdeeld in de volgende 14 barangays:
| - Albino Taruc - Del Pilar - Helene - Honrado - Navarro - Nueva Estrella - Pamosaingan | - Rizal - Salog - San Roque - Santa Cruz - Sering - Songkoy - Sudlon |

## Demografie
Socorro had bij de census van 2007 een inwoneraantal van 18.833 mensen. Dit zijn 901 mensen (5,0%) meer dan bij de vorige census van 2000. De gemiddelde jaarlijkse groei komt daarmee uit op 0,68%, hetgeen lager is dan het landelijk jaarlijks gemiddelde over deze periode (2,04%). Vergeleken met de census van 1995 is het aantal mensen met 3.625 (23,8%) toegenomen.

De bevolkingsdichtheid van Socorro was ten tijde van de laatste census, met 18.833 inwoners op 114,45 km², 132,9 mensen per km².